# Parker House roll
Pour les articles homonymes, voir Parker.
Un Parker House roll est un petit pain fabriqué en aplatissant le centre d'une pâte ronde à l'aide d'un rouleau à pâtisserie de manière à obtenir une forme ovale, puis en pliant l'ovale en deux. Ils sont fabriqués à base de lait et sont généralement assez beurrés, mous et légèrement sucrés avec un extérieur croustillant.

## Histoire
Ils ont été inventés au Parker House Hotel de Boston, dans les années 1870. Fannie Farmer en donne une recette dans son Boston Cooking-School Cook Book de 1896.
L'histoire de leur création a plusieurs variantes,, mais elles impliquent toutes un pâtissier en colère qui jette des rouleaux non finis dans le four, ce qui leur donne un aspect cabossé. La recette des Parker House rolls a commencé à apparaître dans les livres de cuisine dans les années 1880.